# John Davies (Eishockeyspieler)
John Francis Davies (* 14. Juli 1928 in Edmonton, Alberta; † 19. Januar 2009) war ein kanadischer Eishockeyspieler. Bei den Olympischen Winterspielen 1952 gewann er als Mitglied der kanadischen Nationalmannschaft die Goldmedaille. 

## Karriere
John Davies begann seine Karriere als Eishockeyspieler in der Edmonton Junior Hockey League, in der er je eine Spielzeit lang für die Edmonton Caps und Edmonton Southsides aktiv war. Von 1949 bis 1952 spielte er für die Edmonton Mercurys, mit denen er 1950 Kanada bei der Weltmeisterschaft und 1952 bei den Olympischen Winterspielen in Oslo repräsentierte. 

### International
Für Kanada nahm Davies an den Olympischen Winterspielen 1952 in Oslo teil, bei denen er mit seiner Mannschaft die Goldmedaille gewann. In acht Spielen erzielte er vier Tore und drei Vorlagen. Zuvor hatte er bereits bei der Weltmeisterschaft 1950 mit seiner Mannschaft die Goldmedaille gewonnen.

## Erfolge und Auszeichnungen
- 1950 Goldmedaille bei der Weltmeisterschaft
- 1952 Goldmedaille bei den Olympischen Winterspielen